# 창원군 이성 묘역
창원군 이성 묘역은 대한민국 경기도 파주시 다율동에 있는 세조의 4남 창원군 이성의 묘이다. 2009년 11월 3일 파주시의 향토문화유산 제27호로 지정되었다.

## 개요
창원군 이성(昌原君 李晟, 1457년 ~ 1484년)은 세조의 넷째 아들로 자는 광기(廣器)이며 어머니는 근빈 박씨 그리고 부인은 증찬성 노호신의 딸이다. 그는 어린 시절부터 명민한 재질을 보여서 세조의 총애를 한몸에 받으며 성장하였고, 세조 13년(1467) 창원군에 봉해졌다. 1468년 9월세조가 승하하자, 3년 간 죽만 먹으며 예를 다하여 하늘이 내린 효자라 일컬어졌다.
성종 2년(1471) 덕종의 맏아들 월산군(月山君)과 함께 고례(古例)에 따라 태안군의 주요한 자재(資財)를 지급받았고, 1481년 소덕대부(昭德大夫)에 올랐다. 어린시절에는 관후한 성품을 지녀 평소 형제간의 우애가 깊었으나 이후 방탕한 모습을 보이며 궁중의 예법을 자주 어겼다. 정희왕후(貞熹王后:세조의 비)가 이를 책망하였으나 뉘우치지 아니하고 나라의 법을 어김이 많았다. 특히 1472년에 맏형인 덕원군(德源君)과 함께 양인 방호련(方好蓮)의 교유(敎誘)를 받아 불사(佛事)를 행함으로써 종부시의 국문을 받기도 하였다. 또 1477년에는 온양에 목욕하러 갔다가 공주 등지를 돌아다니며 수령들을 능욕하고 역마(驛馬)를 함부로 타고 다니는 등 많은 폐단을 일으켜, 종부시의 국문을 당하고 구사(丘史:종친 및 공신에게 驅從으로 하사하는 관노비)를 모두 빼앗겼다. 이듬해에는 노비를 살해하였다는 죄로 다시 국문을 당하였다. 27세의 젊은 나이로 죽어 시호를 여도(戾悼)라 하였는데, 지난 허물을 뉘우치지 않은 것을 려(戾)라 하고, 중년(中年)에 일찍이 죽은 것을 도(悼)라 한다. 그러나 고종 8년(1871) 장소공(章昭公)으로 시호가 추증되었다. 아들이없어 형 덕원군 이서의 아들 이예(李濊)를 후사로 삼았다

## 같이 보기
- 창원군 (왕족)